# Кучерук Микола Герасимович
Микола Герасимович Кучерук (нар. 29 травня 1960, село Дермань, Здолбунівський район, Рівненська область) — український політик та бізнесмен. Голова правління ПАТ «Родина». Народний депутат України 7 скликання. Депутат Рівненської обласної ради.
Миколу Кучерука називають в Україні «зефірним королем» через виробництво зефіру його заводом «Родина».[джерело?]
Помічений в порушенні ст. 84 Конституції України щодо особистого голосування у Верховній Раді.

## Освіта
З 1977 по 1978 роки навчався у Рівненському технічному училищі. У 1993 році закінчив економічний факультет Київського національного університету харчових технологій за спеціальністю «інженер-економіст», кваліфікація «Економіка і організація виробництв харчової промисловості».

## Трудова діяльність
Трудову діяльність розпочав у 1978 році токарем заводу «Серп і молот» у місті Харкові.
У 1978—1981 роках проходив службу в лавах Радянської Армії.
У 1981—1982 роках працював наладчиком-автоматником заводу тракторних запчастин у Рівному, у 1982—1983 роках — токарем ПМК-178 у місті Костопіль, з червня по грудень 1983 року — токарем Костопільського заводу продтоварів, з грудня 1983 до 1988 року — механіком цього заводу.
У 1988—1999 роках працював головним інженером Костопільського заводу продтоварів. У 1999 році на загальних зборах акціонерів був обраний директором акціонерного товариства «Костопільський завод продтоварів».

## Політична діяльність
З 2005 року — член політичної партії Всеукраїнське об'єднання «Батьківщина». У 2006 році обраний депутатом Рівненської обласної ради від Блоку Юлії Тимошенко. Голова постійної комісії обласної ради V скликання з питань розвитку підприємництва та залучення інвестицій, керівник фракції БЮТ в обласній раді. У 2010 році повторно обраний по одномандатному виборчому округу № 20 (Костопільський район) від Всеукраїнського об'єднання «Батьківщина».
На парламентських виборах 2012 року обраний народним депутатом України по виборчому округу № 156 (центр — місто Сарни). За нього проголосувало 29 615 виборців (32,17 %).
У Верховній Раді став заступником голови Комітету з питань підприємництва, регуляторної та антимонопольної політики.
З 2022 року — перший заступник голови Рівненської обласної ради.

## Родина
Одружений. Має дві доньки.

## Нагороди та звання
- «Заслужений працівник промисловості України» (2003).
- орден Святого Рівноапостольного Князя Володимира III і II ступеня
- орден Нестора Літописця.

Рішенням Костопільської міської ради № 633 від 5 лютого 2009 року присвоєно звання «Почесний громадянин міста Костопіль».